# Тайсултанов, Имран Рамзанович
Имран Рамзанович Тайсултанов (род. 8 июня 1989 года) — казахстанский боец смешанных единоборств, представитель средней весовой категории, выступает на профессиональном уровне с 2019 года. Претендент на титул Naiza Fighter Championship (NFC) в среднем весе. Чемпион мира по панкратиону (2021), двукратный чемпион Казахстана по панкратиону (2020, 2021, 2022).

## Спортивные достижения
- Чемпионат мира по панкратиону (Харьков 2021, категория «Elite» до 84 кг[1][2]) —
- Чемпионат Казахстана по панкратиону (2021[3]) —
- Чемпионат Казахстана по панкратиону (2020[3]) —
- Чемпионат Казахстана по панкратиону (2022) —
- Мастер спорта Казахстана по вольной борьбе

## Статистика ММА
| Боёв 7   | Побед 6 | Поражений 1 |
| -------- | ------- | ----------- |
| Нокаутом | 3       | 1           |
| Сдачей   | 2       | 0           |
| Решением | 0       | 0           |
| Другие   | 1       | 0           |

| Результат | Рекорд | Соперник          | Способ                                          | Турнир                                       | Дата | Раунд | Время           | Место                       | Примечание                         |
| --------- | ------ | ----------------- | ----------------------------------------------- | -------------------------------------------- | ---- | ----- | --------------- | --------------------------- | ---------------------------------- |
| Победа    | 6-1    | Руслан Шамилов    | Техническим нокаутом (удары)                    | NFC 32 Naiza Fighter Championship 32         | 3    | 2:43  | 18 марта 2023   | Алма-Ата, Казахстан         |                                    |
| Победа    | 6-0    | Шохбоз Ортиков    | Сабмишном (удушение)                            | NFC 32 Naiza Fighter Championship 32         | 1    | 0:53  | 31 июля 2021    | Алма-Ата, Казахстан         |                                    |
| Победа    | 5-0    | Константин Линник | Техническим нокаутом (удар коленом и добивание) | NFC 28 Naiza Fighter Championship 28         | 1    | 0:00  | 29 января 2021  | Алма-Ата, Казахстан         |                                    |
| Победа    | 4-0    | Фатхиддин Гулов   | Дисквалификацией                                | NFC 22 Naiza Fighter Championship 22         | 3    | 4:01  | 31 января 2020  | Актау, Казахстан            |                                    |
| Победа    | 3-0    | Сослан Гасиеви    | Сабмишном (удушение сзади)                      | NFC 21 Naiza Fighter Championship 21         | 1    | 3:24  | 2 ноября 2019   | Актау, Казахстан            | Дебют в Naiza Fighter Championship |
| Победа    | 2-0    | Антон Шипачев     | Нокаутом                                        | HOF Hall of Fame                             | 1    | 2:50  | 8 сентября 2019 | Новосибирск, Россия         |                                    |
| Победа    | 1-0    | Азизбек Максимов  | Техническим нокаутом                            | Octagon Promotion - Octagon Selection Vol. 8 | 1    | 0:00  | 27 апреля 2019  | Усть-Каменогорск, Казахстан | Дебют в ММА.                       |